# Credo Forlag
Credo Forlag er forlag for Kristeligt Forbund for Studerende (KFS).
Forlaget blev stiftet i 1976 og ejedes af KFS til 1. januar 2008, hvor det blev solgt til Forlagsgruppen Lohse og fortsatte som Credo-brandet. I Credos redaktionsudvalg sidder tre repræsentanter fra KFS: bl.a. generalsekretæren og repræsentanter fra Forlagsgruppen Lohse.

## Historie
- 1966: KFS udgav et hæfte på Lohses Forlag som det første i Pro Fide-serien. Der blev udgivet bøger og hæfter i denne serie; mange blev til ved hjælp af frivilligt arbejde
- 1975: Lohse besluttede at afslutte samarbejdet med KFS, hvorefter tanken om et eget forlag opstod
- 1976: Credo Forlag stiftedes
- 2008: Credo Forlag solgtes til Forlagsgruppen Lohse